# Tsjoepa
Tsjoepa (Russisch: Чупа) is een nederzetting met stedelijk karakter in de deelrepubliek Karelië in het noordwesten van Rusland.
De plaats ligt aan een baai van de Witte Zee, circa 629 kilometer ten noorden van de Karelische hoofdstad Petrozavodsk. In 1989 had de plaats 5214 inwoners in 2002 was dit aantal gezakt tot 4061. 
De plaatsnaam werd voor het eerst genoemd in 1574 in geschriften van het Solovetsky-klooster als de nederzetting Chupinski pogost. De Karelische naam betekent iets als “hoek” of “doodlopende weg”, waarschijnlijk verwijzend naar de ligging aan het einde van de baai. In de 17e eeuw werd Tschupa het centrum van mijnwinning van mica. Er werden grote muscoviet-kristallen gedolven die gebruikt werden als vensterglas.
die daar werden gewonnen, gebruikt in plaats van vensterglas.
De mijnbouw beleefde een nieuwe opleving in de jaren twintig, toen de mijnbouw van veldspaat, kwarts en pegmatiet in het gebied begon. Op 13 september 1943 kreeg Tschupa de status van een stedelijke nederzetting. De mijnbouwactiviteiten in het gebied bereikten hun hoogtepunt met de oprichting van nieuwe mijnbouwactiviteiten ('Tschupinski GOK' en anderen) in de jaren zestig en zeventig, totdat ze in de jaren negentig vrijwel volledig tot stilstand kwamen, wat een ernstig negatief effect had op de ontwikkeling van de bevolking.